# Liste des albums musicaux numéro un au Billboard 200 en 1991

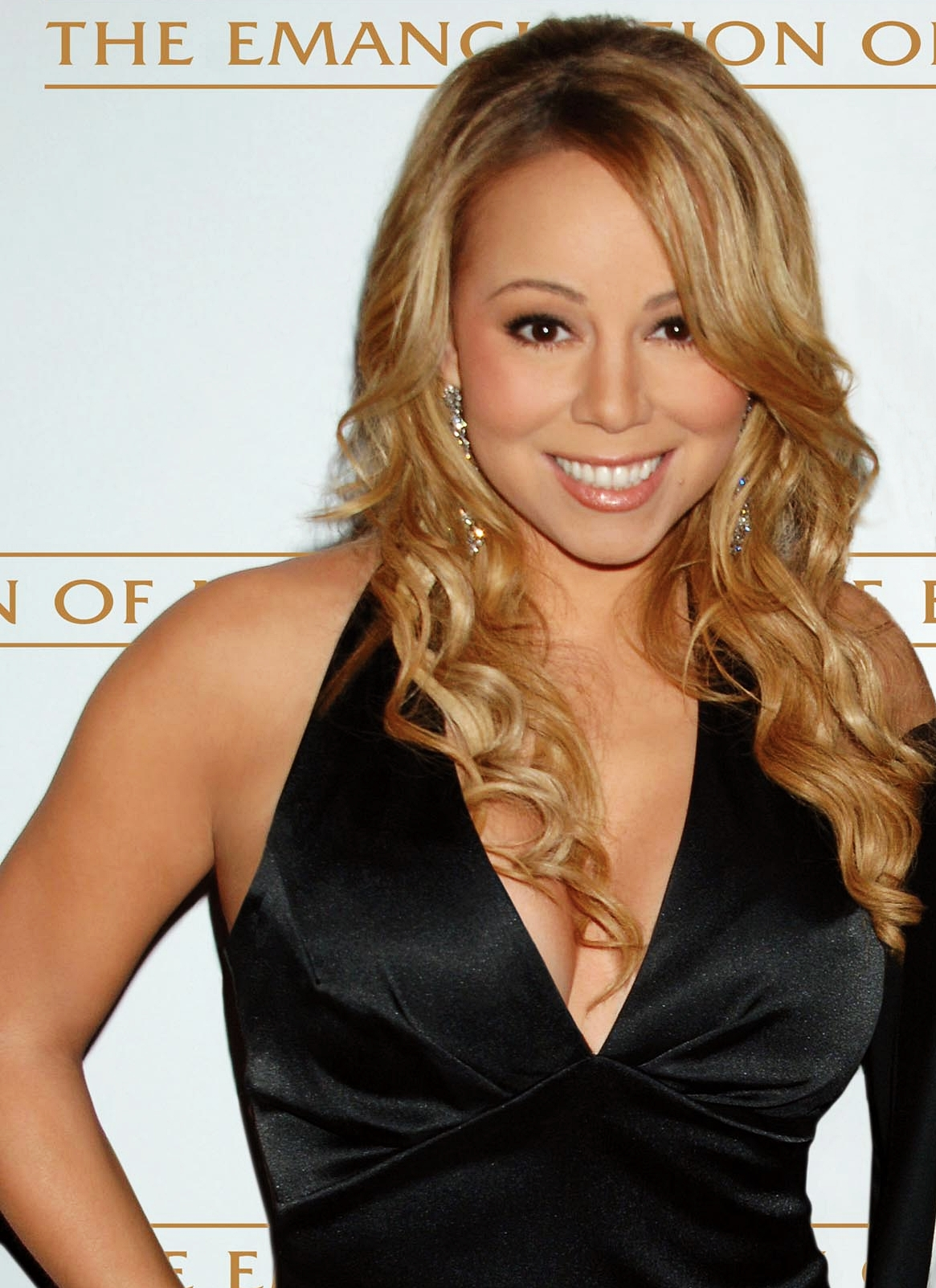
Mariah Carey dont l'album Mariah Carey est resté 11 semaines à la première place.

Cette page liste les albums musicaux numéro 1 au Billboard 200 au cours de l'année 1991 aux États-Unis.

## Historique
| Date         | Artiste(s)      | Titre                         | Référence |
| ------------ | --------------- | ----------------------------- | --------- |
| 5 janvier    | Vanilla Ice     | To the Extreme                |           |
| 12 janvier   | Vanilla Ice     | To the Extreme                |           |
| 19 janvier   | Vanilla Ice     | To the Extreme                |           |
| 26 janvier   | Vanilla Ice     | To the Extreme                |           |
| 2 février    | Vanilla Ice     | To the Extreme                |           |
| 9 février    | Vanilla Ice     | To the Extreme                |           |
| 16 février   | Vanilla Ice     | To the Extreme                |           |
| 23 février   | Vanilla Ice     | To the Extreme                |           |
| 2 mars       | Mariah Carey    | Mariah Carey                  |           |
| 9 mars       | Mariah Carey    | Mariah Carey                  |           |
| 16 mars      | Mariah Carey    | Mariah Carey                  |           |
| 23 mars      | Mariah Carey    | Mariah Carey                  |           |
| 30 mars      | Mariah Carey    | Mariah Carey                  |           |
| 6 avril      | Mariah Carey    | Mariah Carey                  |           |
| 13 avril     | Mariah Carey    | Mariah Carey                  |           |
| 20 avril     | Mariah Carey    | Mariah Carey                  |           |
| 27 avril     | Mariah Carey    | Mariah Carey                  |           |
| 4 mai        | Mariah Carey    | Mariah Carey                  |           |
| 11 mai       | Mariah Carey    | Mariah Carey                  |           |
| 18 mai       | R.E.M.          | Out of Time                   |           |
| 25 mai       | Michael Bolton  | Time, Love & Tenderness       |           |
| 1er juin     | R.E.M.          | Out of Time                   |           |
| 8 juin       | Paula Abdul     | Spellbound                    |           |
| 15 juin      | Paula Abdul     | Spellbound                    |           |
| 22 juin      | N.W.A           | Niggaz4Life                   |           |
| 29 juin      | Skid Row        | Slave to the Grind            |           |
| 6 juillet    | Van Halen       | For Unlawful Carnal Knowledge |           |
| 13 juillet   | Van Halen       | For Unlawful Carnal Knowledge |           |
| 20 juillet   | Van Halen       | For Unlawful Carnal Knowledge |           |
| 27 juillet   | Natalie Cole    | Unforgettable... with Love    |           |
| 3 août       | Natalie Cole    | Unforgettable... with Love    |           |
| 10 août      | Natalie Cole    | Unforgettable... with Love    |           |
| 17 août      | Natalie Cole    | Unforgettable... with Love    |           |
| 24 août      | Natalie Cole    | Unforgettable... with Love    |           |
| 31 août      | Metallica       | Metallica                     |           |
| 7 septembre  | Metallica       | Metallica                     |           |
| 14 septembre | Metallica       | Metallica                     |           |
| 21 septembre | Metallica       | Metallica                     |           |
| 28 septembre | Garth Brooks    | Ropin' the Wind               |           |
| 5 octobre    | Guns N' Roses   | Use Your Illusion II          |           |
| 12 octobre   | Guns N' Roses   | Use Your Illusion II          |           |
| 19 octobre   | Garth Brooks    | Ropin' the Wind               |           |
| 26 octobre   | Garth Brooks    | Ropin' the Wind               |           |
| 2 novembre   | Garth Brooks    | Ropin' the Wind               |           |
| 9 novembre   | Garth Brooks    | Ropin' the Wind               |           |
| 16 novembre  | Garth Brooks    | Ropin' the Wind               |           |
| 23 novembre  | Garth Brooks    | Ropin' the Wind               |           |
| 30 novembre  | Garth Brooks    | Ropin' the Wind               |           |
| 7 décembre   | U2              | Achtung Baby                  |           |
| 14 décembre  | Michael Jackson | Dangerous                     |           |
| 21 décembre  | Michael Jackson | Dangerous                     |           |
| 28 décembre  | Michael Jackson | Dangerous                     |           |